# 蓬卡哈爾尤
蓬卡哈爾尤（芬蘭語：Punkaharju）曾是芬蘭的市镇，位於該國東南部，为南薩沃尼亞區的一部分，始建於1924年，面積748.12平方公里，2013年人口3,709，人口密度為每平方公里7.87人。
蓬卡哈尔尤以前是一个独立的市镇，2013年与凯里迈基市镇一起并入萨翁林纳市。

## 外部連結
- 蓬卡哈尔尤旅游信息 （页面存档备份，存于） （文） （英文） （俄文）
- 萨翁林纳市官方网站 （页面存档备份，存于） （文）